# Koschies
Koschies (Eigenschreibweise: KOSCHIES) sind ein in Potsdam sowie in Berlin lebendes und arbeitendes Künstlerduo.
Seit 1990 arbeiten Birgit Kramer-Koschies (* 1958 in Berlin) und Axel Koschies (* 1955 in Kiel) mit speziellen Schlitz- bzw. Lochkameras, die ganze Zeitabläufe auf einem Bild räumlich sichtbar machen..Ihre Arbeiten werden mit denen der fotografischen Wegbereiter Eadweard Muybridge und Étienne-Jules Marey verglichen.

## Leben und Werk
Birgit Koschies konzentrierte sich nach ihrer Ausbildung am Lette-Verein Berlin auf experimentelle Fotografie. Ab 1981 studierte sie Biologie an der FU Berlin mit einem Schwerpunkt auf wissenschaftlicher Fotografie. Nach dem Studium folgten Arbeiten in den Bereichen Theaterfotografie und Illustration, daneben Tätigkeiten für Bildagenturen.
Axel Koschies hospitierte nach seinem Abitur in der Klasse von Harald Duwe an der Muthesius Kunsthochschule in Kiel sowie bei dem Objektkünstler Raffael Rheinsberg. 1977 begann er das Studium der Film- und Theaterwissenschaften (u. a. bei Michael Klier), der Publizistik (u. a. bei Gabriele und Helmut Nothhelfer) sowie der Lateinamerikanistik an der FU Berlin.

## Kunstprojekte

### The Human Race
Nach mehrjähriger Zusammenarbeit bei filmischen und fotografischen Projekten setzten Koschies 1990 für ihre Arbeit an dem Bilderzyklus „The Human Race“ erstmals eine historische Schlitzkamera für Schwarz-Weiß-Fotografie ein. Das Künstlerduo sah in dieser Aufnahmetechnik eine Analogie zur aktuellen Gesellschaft, die nur das erkennbar wahrnimmt, was sich schnell genug bewegt. Menschen und Gegenstände, die die geforderte hohe Geschwindigkeit nicht halten können, verschwinden oder verwandeln sich in nicht identifizierbare Streifenverläufe.
Almut Andreae schreibt im Tagesspiegel (PNN): „Koschies inszenieren in ihrer Bilderserie „The Human Race“ […] die Schnelllebigkeit und den Wettlauf mit der Zeit. Die im Titel mitschwingende Doppeldeutigkeit – „menschliche Rasse“, „Menschenschlag“, „menschliches Wettrennen“ – liefert die Sicht von Koschies auf die Dinge, auf die conditio humana gleich mit.“ Mehrdeutige Beziehungen zwischen Bildtiteln und Motiven ziehen sich durch das Gesamtwerk der Koschies. Seine Arbeitsweise beschreibt das Künstlerduo als filmisch.

### Running Direction
Für die Ausstellung „Running Direction“ realisierten Koschies 2011 einen Bilderzyklus mit Regieführende. Hierfür wurde von dem Künstlerpaar erstmals eine digitale Farb-Schlitzkamera eingesetzt. Insgesamt vierzehn Regisseure und Regisseurinnen nahmen an dem Experiment teil, neben dem Oscar-Preisträger Volker Schlöndorff und dem Dokumentarfilmer Jürgen Böttcher alias Strawalde wurden von Koschies Christian Petzold, Yasemin Şamdereli, Andreas Dresen, Dani Levy, Hannes Stöhr, Pola Schirin Beck, Andreas Kannengießer, Dennis Gansel, Michael Klier, Christian Schwochow, Robert Thalheim und Franziska Meletzky mit der Schlitzkamera aufgenommen.
In der MAZ weist Dr. Arno Neumann auf die starken Bezüge der Bilder zum Surrealismus hin. Andere Kunstkritiker stellen eine stilistische Nähe zu Elementen des Futurismus her.

### Motion Pictures
Ausgehend von den Arbeiten am Zyklus „Running Direction“ entstanden die Bewegungsstudien der Bildreihe „Motion Pictures“, in der ebenfalls die Dimension der Zeit physikalisch wie künstlerisch sichtbar gemacht wird. Es wird eine Realität abgebildet, die der Mensch mit seinen Sinnesorganen normalerweise nicht wahrnehmen kann. „Eine eigene Welt mit anderen Gesetzmäßigkeiten und ästhetischen Qualitäten, mit permanenten Schwebezuständen der Dargestellten, mit Dopplungen und Verformungen. Schatten fallen zum Teil in verschiedene Richtungen oder verhalten sich anders als die zugehörigen Personen. Koschies selbst sehen sich als Pioniere im von ihnen so betitelten „ZeitRaum““.

### Time Lines
Mit den Motiven der Reihe „Time Lines“ schlug das Künstlerduo eine mehr abstrakte Richtung ein.
Auf den erstmals 2014 im Rahmen der Ausstellung „Wandel der Gestalt“ in der Kunsthalle Wiesbaden präsentierten Bildern rücken die nicht figurativ identifizierbaren Elemente in den Vordergrund.
Im Katalog der Ausstellung erscheint das erste Mal der Begriff „Chronismus“ als künstlerische Stileinordnung der Arbeiten aufgrund deren zeitbasierter Kreation. Das Thema der künstlerischen Positionierung wurde später vom Kunsthistoriker Christoph Tannert aufgegriffen. Er verortete aufgrund der unterschiedlichen Biografien der beiden Künstler ihr Werk „bewusst zwischen den Disziplinen“ Fotografie, Film und Malerei.

### Surfaces
Eine von den Koschies entwickelte Technik für 360-Grad-Bildnisse menschlicher Köpfe ermöglichte ihnen ab 2015 die Porträtserie „Surfaces“. Die ebenfalls mit Schlitzkameras entstandenen Rundum-Aufnahmen entstanden ohne digitale Manipulationen durch den instrumentalisierten Einfluss der Zeit bei der Aufnahme selbst.
Die Kulturwissenschaftlerin Sigrid Weigel sieht in den Arbeiten eine Überwindung von prinzipiellen Herausforderungen in der Kunst- und Bildgeschichte: „das Problem der Unvereinbarkeit von Raum und Zeit; die Bemühungen, dreidimensionale Objekte auf ein zweidimensionales Trägermedium zu bannen und schließlich die Versuche, Bewegung im Bild festzuhalten.“
Da die Porträts die gewohnte Zentralperspektive verlassen, fordern sie die Betrachtenden heraus. Emotionale Reaktionen angesichts der „Surfaces“ werden als Indizien gedeutet, dass die Menschen von den Bildnissen intensiv mit den Grenzen ihrer eigenen Neigungen und Tabus konfrontiert werden.
Werke des Künstlerduos sind vertreten in privaten und öffentlichen Sammlungen.

## Auszeichnungen
- 2017 Kunstpreis der Stadt Limburg an der Lahn
- 2016 Förderpreis der Stiftung Kulturwerk der Verwertungsgesellschaft Bild-Kunst

## Ausstellungen (Auswahl)
- 2023 Atelier Vulkanfiberfabrik, Werder (Einzelausstellung)
- 2023 HAWK-Galerie Projektor, Berlin
- 2022 Fotogalerie Friedrichshain, Berlin
- 2021 Bomann-Museum, Celle
- 2019 Villa Francke, Potsdam (Einzelausstellung)
- 2019 Hessisches Ministerium für Wissenschaft und Forschung, Kunst und Kultur
- 2018 Kunstgalerie Rathaus Fürstenwalde
- 2017 Kunstsammlungen der Stadt Limburg an der Lahn, Limburg (Einzelausstellung)
- 2014 Kunsthalle, Wiesbaden (Einzelausstellung)
- 2013 Kunsthaus Wiesbaden
- 2013 Deutsche Bank KunstHalle
- 2011 Sperl Galerie im Nikolaisaal, Potsdam (Einzelausstellung)
- 1992 Expo 92, Sevilla
- 1991 Fluxeum, Wiesbaden

## Bücher
- Potsdam: Ein Bildband in Farbe – Birgit Koschies, Texte von Astrid Hoffmann, 2011, Wartberg Verlag, Gudensberg, ISBN 978-3-8313-2375-3

- Surfaces – Birgit und Axel Koschies, Texte von Klaus Honnef, Christoph Tannert, Sigrid Weigel, 2022, Deutscher Kunstverlag, Berlin / München, ISBN 978-3-422-98947-4